# Office of Terrorism and Financial Intelligence
Das Office of Terrorism and Financial Intelligence (TFI) ist eine Abteilung im US-Finanzministerium. Es gibt zwei Unterabteilungen:
- Office of Terrorist Financing and Financial Crimes (TFFC)
- Office of Intelligence and Analysis (OIA)

Dienstaufsicht hat der Under Secretary of the Treasury for Terrorism and Financial Intelligence.